# Нордерхакс
Нордерхакс (нидерл. Noorderhaaks) — небольшой остров в составе Западно-Фризских островов.
Это — наносная песчаная отмель в Северном море в нескольких километрах к юго-западу от Тексела и северо-западу от Ден-Хелдера.
Остров сравнительно нетронут человеческой деятельностью, на нём обитают тюлени и птицы. Также песчаные пляжи посещают отдыхающие, на Нордерхаксе иногда проводят учения Вооружённые силы Нидерландов.
Песчаные наносы продвигаются на восток со скоростью примерно 100 м в год. Подобное свойственно для всех Западно-Фризских островов, предполагается, что уже через 10—15 лет Нордерхакс, Тексел и Влиланд могут образовать единый остров новой формы. Со временем может исчезнуть и пролив Марсдип.